# Кейнаб
Кейнаб (на английски: Kanab) е град в окръг Кейн, щата Юта, САЩ. Кейнаб е с население от 3564 жители (2000) и обща площ от 36,4 km². Намира се на 1515 m надморска височина. ЗИП кодът му е 84741, а телефонният му код е 435.